# Brachyolene pictula
Brachyolene pictula là một loài bọ cánh cứng trong họ Cerambycidae.